# Live Around the World (Linkin Park)
Live Around the World è una serie di album dal vivo del gruppo musicale statunitense Linkin Park, pubblicata integralmente nel 2012 per celebrare l'uscita del quinto album in studio Living Things.
La serie è composta da quattro pubblicazioni, ognuna dedicata ad uno dei primi quattro album in studio del gruppo: Hybrid Theory (2000), Meteora (2003), Minutes to Midnight (2007) e A Thousand Suns (2010).
La seguente è una lista delle suddette pubblicazioni.

## Hybrid Theory Live Around the World
Hybrid Theory Live Around the World è il terzo album dal vivo del gruppo musicale statunitense Linkin Park, pubblicato il 31 maggio 2012 dalla Warner Bros. Records.

### Tracce
Testi e musiche dei Linkin Park.
1. Papercut (Live from Paris, 2010) – 3:08
2. One Step Closer (Live from Frankfurt, 2008) – 4:13
3. Points of Authority (Live from Sidney, 2007) – 4:07
4. Crawling (Live from Athens, 2009) – 4:41
5. In the End (Live from Melbourne, 2010) – 3:33
6. A Place for My Head (Live from Koln, 2008) – 3:57 (Linkin Park, Mark Wakefield, Dave Farrell)
7. Cure for the Itch (Live from Perth, 2007) – 1:43
8. Pushing Me Away (Live from Dallas, 2007) – 3:41

### Formazione
- Chester Bennington – voce
- Rob Bourdon – batteria
- Brad Delson – chitarra
- Phoenix – basso
- Joe Hahn – giradischi, campionatore
- Mike Shinoda – voce, chitarra (tracce 2 e 4), tastiera (traccia 8)

Note
Cure for the Itch viene eseguita dal solo Hahn, mentre Pushing Me Away viene eseguita in versione acustica dai soli Bennington e Shinoda.

## Meteora Live Around the World
Meteora Live Around the World è il quarto album dal vivo del gruppo musicale statunitense Linkin Park, pubblicato il 5 giugno 2012 dalla Warner Bros. Records.

### Tracce
Testi e musiche dei Linkin Park.
1. Don't Stay (Live in Shanghai, 2007) – 3:18
2. Somewhere I Belong (Live in Koln, 2008) – 4:10
3. Lying from You (Live in New York, 2008) – 2:59
4. Faint (Live in Hamburg, 2011) – 3:43
5. Breaking the Habit (Live in Hamburg 2011) – 4:17
6. From the Inside (Live in Sydney, 2010) – 3:30
7. Numb (Live in New York, 2008) – 3:43

### Formazione
- Chester Bennington – voce
- Rob Bourdon – batteria
- Brad Delson – chitarra
- Phoenix – basso
- Joe Hahn – giradischi, campionatore
- Mike Shinoda – voce, chitarra (eccetto tracce 1, 3, 5 e 7), tastiera (tracce 5 e 7)

## Minutes to Midnight Live Around the World
Minutes to Midnight Live Around the World è il quinto album dal vivo del gruppo musicale statunitense Linkin Park, pubblicato il 12 giugno 2012 dalla Warner Bros. Records.

### Tracce
Testi e musiche dei Linkin Park.
1. Wake (Live from Taipei, 2007) – 1:48
2. Given Up (Live from Taipei, 2009) – 3:18
3. Leave Out All the Rest (Live from Frankfurt, 2008) – 3:22
4. Bleed It Out (Live from Melbourne, 2010) – 5:34
5. Shadow of the Day (Live from Melbourne, 2010) – 4:33
6. What I've Done (Live from New York, 2008) – 4:58
7. Hands Held High (Live from Osaka, 2007) – 3:59
8. No More Sorrow (Live from Taipei, 2009) – 4:57
9. Valentine's Day (Live from Amnéville, 2008) – 3:21
10. In Between (Live from Paris, 2008) – 3:18
11. In Pieces (Live from Koln, 2008) – 3:43
12. The Little Things Give You Away (Live from Shanghai, 2007) – 7:43

### Formazione
- Chester Bennington – voce, chitarra elettrica (traccia 5)
- Rob Bourdon – batteria
- Brad Delson – chitarra elettrica, tastiera (traccia 7)
- Phoenix – basso (eccetto tracce 3 e 7), chitarra elettrica (tracce 3 e 7), cori (tracce 7 e 12)
- Joe Hahn – giradischi, campionatore
- Mike Shinoda – voce, chitarra elettrica (eccetto tracce 3, 5, 7 e 10), tastiera (tracce 3, 5, 6, 9-12), chitarra acustica (traccia 12)

## A Thousand Suns Live Around the World
A Thousand Suns Live Around the World è il sesto album dal vivo del gruppo musicale statunitense Linkin Park, pubblicato il 19 giugno 2012 dalla Warner Bros. Records.

### Tracce
Testi e musiche dei Linkin Park.
1. The Requiem (Live from London, 2010) – 2:30
2. Burning in the Skies (Live from Hamburg, 2011) – 4:12
3. When They Come for Me (Live from Paris, 2010) – 5:07
4. Jornada del muerto (Live from Hamburg, 2011) – 1:51
5. Waiting for the End (Live from Berlin, 2010) – 3:56
6. Blackout (Live from Hamburg, 2011) – 4:34
7. Wretches and Kings (Live from Las Vegas, 2011) – 3:55
8. Iridescent (Live from Paris, 2010) – 4:59
9. The Catalyst (Live from Paris, 2010) – 5:54
10. The Messenger (Live from Las Vegas, 2011) – 3:53

### Formazione
- Chester Bennington – voce (eccetto traccia 1), percussioni (traccia 3), percussioni elettroniche (tracce 6 e 7), chitarra elettrica (traccia 8)
- Rob Bourdon – batteria (eccetto tracce 1, 4 e 10)
- Brad Delson – chitarra elettrica (eccetto tracce 1, 6 e 10), percussioni (tracce 3, 6 e 9), tastiera (traccia 5), sintetizzatore (tracce 6 e 9), chitarra acustica (traccia 10)
- Phoenix – basso e cori (eccetto tracce 1, 4 e 10), synth bass (traccia 6)
- Joe Hahn – giradischi e campionatore (eccetto tracce 4 e 10), cori (eccetto tracce 1, 4 e 10)
- Mike Shinoda – voce, chitarra elettrica (tracce 2 e 5), tastiera (tracce 3, 4, 6-10)